# علي أبو حديدة
علي سالم أبو حديدة مواليد 1957، نائب سابق في مجلس الامة الكويتي، شارك في انتخابات مجلس الأمة الكويتي عام 1992 وفاز بالعضوية عن الدائرة الرابعة عشر - أبرق خيطان - وحصل علي (610) صوت وحصل علي المركز الأول.

## نبذة
- كان من ضمن تكتل النواب في مجلس 1992 واحد طارحي الثقة بالوزير أحمد الربعي في جلسة طرح الثقة عام 1995.